# إصلاحات أوركاجينا
أوروكاجينا هو أحد ملوك سلالة لكش الأولى وصاحب أكبر إصلاح اقتصادي واجتماعي لحد الآن. حيث يرجع تاريخ تلك الإصلاحات إلى عام 2355 قبل الميلاد. وقد اكتشفت تلك الإصلاحات في مدينة لكش عام 1878م. وترجمها لأول مرة العالم الفرنسي تورو دانجان.
وقد ظهر ان هذا الملك الجليل قضى على المساوئ التي كانت سائدة في تلك الفترة، كما أعاد العدل والحرية للمواطنين، وأزال عنهم المظالم والاستغلال. حيث قاد أوركاجينا أول انتفاضة اجتماعية في تاريخ العالم حيث ظهرت لأول مرة كلمة حرية امارجي في وثيقة مكتوبة. وعمل على تخفيض الضرائب التي كانت مفروضة على الشعب، ومنع تسلط الجباة واللصوص على الضعفاء، وتعهد بأنه: «لن يسمح بأن يقع اليتامى فريسة لظلم الأقوياء»، وبإزالة الظلم ونشر العدل بين طبقات المجتمع ووضع حد لكبار الموظفين في ابتزاز أموال عامة الشعب.
وتعتبر هذه الوثيقة هي أول قانون أنساني نادى بحقوق الإنسان وحريته لأول مرة في التاريخ البشري. ومما يذكر في هذه الوثيقة ان اوركاجينا قد قنن القوانين التي وفرت للشعب الحرية والعدالة. إلا أن هذه القوانين لم تكتشف بعد، ولكن حمورابي كان قد استفاد منها عند صياغة شريعته المعروفة.